# Radikal 147
Radikal 147 mit der Bedeutung „sehen“ ist eines von zwanzig traditionellen Radikalen der chinesischen Schrift, die aus sieben Strichen bestehen.
Mit 26 Zeichenverbindungen in Mathews’ Chinese-English Dictionary kommt es relativ selten im Lexikon vor.
Die Zeichen 見 见 haben eine gewisse Ähnlichkeit mit Radikal 154 貝 贝.
Dieses Radikal „Auge auf Beinen“ kann auch aus den Radikalen Nr. 109 (目 = Auge) und Nr. 10 (儿 = Füße) zusammengesetzt werden.

Orakelknochenschrift
Bronzeschrift
Große Siegelschrift
Kleine Siegelschrift

Das Kurzzeichen 见 lässt seinen Ursprung noch deutlich erkennen.
Mit 見 werden Zeichenverbindungen von U+898B bis 䚖 U+89C0 codiert, anschließend daran mit 见 von U+89C1 bis 觑 U+89D1.
Achtung: 见 ist dem Kurzzeichen für Radikal 154 贝 sehr ähnlich.

## Beispiele
| Zeichen | Pīnyīn   | Übersetzung                           |
| ------- | -------- | ------------------------------------- |
| 見聞    | jiàn wén | was man sieht und hört, Informationen |
| 規      | guī      | Kompass, Regel                        |
| 覺      | jué      | fühlen, empfinden                     |
| 觀      | guān     | betrachten                            |

## Schriftzeichenverbindungen, die vom Radikal 147 regiert werden
| Striche | Zeichen                       |          |
| ------- | ----------------------------- | -------- |
| +0      | 見                            | 见       |
| +02     | 覌 覙                         | 观       |
| +03     | 䙷 䙸 覍 覎                   | 觃       |
| +04     | 䙹 䙺 䙻 規 覐 覑 覒 覓 覔 視 | 规 觅 视 |
| +05     | 䙼 䙽 䙾 䙿 覕 覗 覘 覚       | 觇 览 觉 |
| +06     | 䚀 䚁 覛 覜                   | 觊       |
| +07     | 䚂 䚃 覝 覞 覟 覠 覡          | 觋       |
| +08     | 䚄 䚅 覢 覣 覤 覥             | 觌 觍    |
| +09     | 䚆 䚇 䚈 䚉 覦 覧 覨 覩 親    | 觎       |
| +10     | 䚊 䚋 䚌 覫 覬 覭 覮 覯       | 觏       |
| +11     | 䚍 䚎 覰 覱 覲 観             | 觐 觑    |
| +12     | 䚏 䚐 䚑 䚒 䚓 覴 覵 覶 覷 覸 |          |
| +13     | 覹 覺 覻                      |          |
| +14     | 䚔 覼 覽                      |          |
| +15     | 覾 覿                         |          |
| +18     | 觀                            |          |
| +19     | 䚕                            |          |
| +24     | 䚖                            |          |

 Im Unicodeblock Kangxi-Radikale ist das Radikal 147 unter der Codepointnummer 12.178 (U+2F92) codiert.